# Nuoto ai Giochi della XXVI Olimpiade - 200 metri rana maschili
Hanno partecipato alle batterie di qualificazione 36 atleti: i primi 8 si sono qualificati per la finale A, i successivi 8 invece si sono qualificati per la finale B.

## Finale A
24 luglio 1996
| Posizione | Atleta          | Paese       | Tempo   |
| --------- | --------------- | ----------- | ------- |
|           | Norbert Rózsa   | Ungheria    | 2:12.57 |
|           | Károly Güttler  | Ungheria    | 2:13.03 |
|           | Andrej Korneev  | Russia      | 2.13.17 |
| 4         | Nick Gillingham | Regno Unito | 2:14.37 |
| 5         | Phil Rogers     | Australia   | 2.14.79 |
| 6         | Marek Krawczyk  | Polonia     | 2:14.84 |
| 7         | Eric Wunderlich | Stati Uniti | 2:15.69 |
| 8         | Kurt Grote      | Stati Uniti | 2:16.05 |

## Finale B
| Posizione | Atleta            | Paese     | Tempo   |
| --------- | ----------------- | --------- | ------- |
| 9         | Andrej Ivanov     | Russia    | 2:14.37 |
| 10        | Mario González    | Cuba      | 2:15.11 |
| 11        | Ryan Mitchell     | Australia | 2:15.63 |
| 12        | Joaquín Fernández | Spagna    | 2:16.05 |
| 13        | Valeri Kalmikovs  | Lettonia  | 2:16.23 |
| 14        | Jean-C. Sarnin    | Francia   | 2:16.26 |
| 15        | Jon Cleveland     | Canada    | 2:16.39 |
| 16        | Akira Hayashi     | Giappone  | 2:16.69 |

## Non qualificati
| Posizione | Atleta                 | Paese         | Tempo   |
| --------- | ---------------------- | ------------- | ------- |
| 17        | Frédérik Deburghgraeve | Belgio        | 2:16.20 |
| 18        | Daniel Malek           | Rep. Ceca     | 2:17.08 |
| 19        | Jose Couto             | Portogallo    | 2:17.28 |
| 20        | Ratapong Sirisanont    | Thailandia    | 2:17.32 |
| 21        | Alexander Gukov        | Bielorussia   | 2:17.49 |
| 22        | Dimitri Ivanusa        | Ucraina       | 2:17.54 |
| 23        | Stephan Perrot         | Francia       | 2:18.58 |
| 24        | Wang Yiwu              | Cina          | 2:19.13 |
| 25        | Elvin Chia             | Malaysia      | 2:20.39 |
| 26        | Borge Mork             | Norvegia      | 2:20.42 |
| 27        | Vadim Alekseev         | Israele       | 2:20.47 |
| 28        | Christophe Verdino     | Monaco        | 2:20.77 |
| 29        | Vadim Tatarov          | Moldavia      | 2:21.34 |
| 30        | Roberto Bonilla        | Guatemala     | 2:21.86 |
| 31        | Todd Torres            | Porto Rico    | 2:22.66 |
| 32        | Nerius Beiga           | Lituania      | 2:23.40 |
| 33        | Francisco Suriano      | El Salvador   | 2:25.57 |
| 34        | Huang Chih-yung        | Taipei cinese | 2:25.96 |
|           | Desmond Koh            | Singapore     | DNS     |
|           | Paul Kent              | Nuova Zelanda | DNS     |